# ناتالیا ساتس
ناتالیا ایلیشنا ساتس (به انگلیسی: Natalya Il'inichna Sats; روسی: Наталия Ильинична Сац; زاده ۲۷ اوت ۱۹۰۳ – درگذشته ۱۸ دسامبر ۱۹۹۳) یک کارگردان تئاتر اهل روسیه بود که سال‌های زیادی نمایش‌های متعددی را برای کودکان به صحنه برد. از جمله تئاتر موزیکال برای کودکان مسکو که در حال حاضر و بعد از او به این نام خوانده می‌شود.
در سال ۱۹۳۷ او قربانی سرکوب شوروی شد اما در سال ۱۹۵۳ از او اعاده حیثیت شد.
وی همچنین برندهٔ جوایزی همچون جایزه دولتی اتحاد شوروی، نشان لنین، جایزه هنرمند مردمی اتحاد جماهیر شوروی، هنرمند مردمی جمهوری شوروی فدراتیو سوسیالیستی روسیه، و جایزه لنین شده است.